# Issam Erraki
Issam Erraki (en arabe : عصام الراقي), né le 1er mai 1981 à Rabat, est un footballeur international marocain qui évolue au poste de milieu défensif au Stade marocain. 
Il commence sa carrière avec l'Union de Touarga avant de rallier l'AS FAR en 2006 avec qui il va remporter un championnat et trois Coupes du trône. Après trois années passées au Championnat saoudien, il signe au Raja Club Athletic où il va s'imposer comme un joueur clé au sein de l'équipe qui va atteindre la finale de la Coupe du monde des clubs en 2013. Il part en 2014 à l'Emirates Club avant de revenir au Raja CA un an où il porte désormais le brassard du capitaine. Il soulève la 8e Coupe du trône des Verts en 2017 avant de partir à Al-Raed à la suite de problèmes avec la direction du club.

## Biographie

### Formation et débuts
Formé au stade Marocain, avant de partir aux FAR de Rabat, Erraki fut le premier joueur des Touarga à être refusé aux FAR. Ce fut une décision surprenante, sachant que l'Union de Touarga a toujours été le réservoir inépuisable des FAR. Mais finalement, quelque temps après, l'Union de Touarga le céda aux militaires.
Quelques années plus tard, Erraki a eu une brève expérience footballistique aux Émirats arabes unis, plus précisément dans le club d'Al-Khaleej Club où il a été prêté par les FAR de Rabat lui et son compatriote Mustapha Allaoui pour une durée de 6 mois dans le mercato hivernal 2007, ils effectuent le retour de prêt lors de l'été 2007.
Il a été convoqué pour la première fois en équipe nationale pour le match entre la Belgique et le Maroc qui a eu lieu le 26 mars 2008 à Bruxelles. Le match s'est soldé par la victoire du Maroc par 4-1, mais Erraki n'a pas joué.
Ce milieu de terrain défensif est un joueur connu pour sa vitesse et sa combativité sur le terrain, habile des deux pieds, il est aussi connu pour sa technique élevé et son bon sens du dribble.
En fin de contrat avec les FAR de Rabat, Erraki s'est engagé lors du mois de juin 2010 avec le club saoudien Al Wahda.
Et après une saison au club saoudien d'Al Wahda, il est ensuite transféré à un autre club saoudien appelé Al-Raed pour un contrat d'une saison.

### Raja CA
À l'été 2013, Issam Erraki retourne à son pays pour signer un contrat de la durée d'une saison avec le Raja Club Athletic. Il devient rapidement un pilier du milieu de terrain, contribuant à la performance exceptionnelle du club lors de la Coupe du monde des clubs de la FIFA 2013. Le Raja atteint la finale, s'inclinant face au Bayern Munich, une performance saluée tant au Maroc qu'à l'international. 
En 2014, il rejoint le club Emirates Club avec un montant de 1,5 million d'euros. Erraki revient au Raja en 2015, signant un contrat de deux ans. Il est nommé capitaine grâce à son esprit combatif et son sens de leadership. 
La saison 2016-2017 est particulièrement remarquable : Erraki termine meilleur buteur du club avec 10 réalisations toutes compétitions confondues, un exploit notable pour un milieu défensif. Il mène également le Raja à la victoire en Coupe du Trône 2017 en marquant le tir au but de la victoire.
En 2018, des tensions avec la direction, notamment avec le président Said Hasbane, conduisent au départ d'Erraki du club. Malgré cela, il reste profondément attaché au Raja. En juin 2022, Erraki devient adhérent au club casablancais et déclare "C'est un honneur pour moi de déposer ma demande d'adhésion au Raja. Un club que j'admire et dont le public m'a montré amour et respect tout au long de mon passage". En 2025, face à une interdiction de recrutement pesant sur le club, Erraki lance une campagne de dons, appelant les supporters à contribuer pour lever cette sanction.

### Al Raed et retour au Maroc
En janvier 2018, Erraki s'engage avec le club saoudien Al-Raed, qu'il avait déjà fréquenté entre 2011 et 2013.
De retour au Maroc l'été suivant, Erraki rejoint l'Ittihad de Tanger pour la saison 2018-2019, qui vient alors de remporter le championnat.
En juillet 2019, Erraki signe au Maghreb de Fès qui joue en deuxième division. Âgé de 39 ans, il mène l'équipe vers le titre et la montée en Botola1 après une disette de quatre ans.
En novembre 2020, il s'engage avec le Stade Marocain, club historique basé à Rabat qui évolue en deuxième division.

## Sélections en équipe nationale

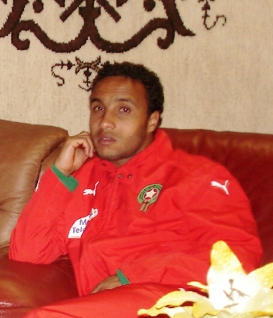
Issam_Erraki avec la sélection marocaine

| Caps | Date       | Match               | Lieu       | Score | Compétition |
| 1    | 19/11/2008 | Maroc - Zambie      | Casablanca | 3 - 0 | Amical      |
| 2    | 11/08/2010 | Maroc – Guinée Equ. | Rabat      | 2 - 1 | Amical      |
| 3    | 06/06/2014 | Russie – Maroc      | Moscou     | 2 - 0 | Amical      |
| ---- | ---------- | ------------------- | ---------- | ----- | ----------- |

## Palmarès
AS FAR
- Botola
  - Champion en 2008

- Coupe du Trône
  - Vainqueur en 2007, 2008 et 2009

 Raja CA
- Coupe du Trône
  - Vainqueur en 2017
  - Finaliste en 2013

- Botola
  - Vice-champion en 2014

- Coupe du monde des clubs de la FIFA
  - Finaliste en 2013